# 미국공인가치평가사
미국공인가치평가사 혹은 미국공인기업가치평가사(CVA®, Certified Valuation Analyst®)는 미국 조세법에서 인정받고있는 4대 가치평가 기구 (AICPA, ASA, NACVA, IBA(NACVA에 통합))중 하나인 NACVA(미국공인가치평가사회)에서 공인하는 무형자산(Intangible Asset) 가치평가 전문가 자격이다. 
CVA®는 재무컨설팅(Financial Consulting) 자격 중 유일하게 NCCA(National Commission for Certifying Agencies) 및 ANSI(American National Standards Institute,미국국립표준협회)인증을 받아 그 우수성을 인정받은 바 있다. 이는 CEIV(IVSC), ASA(ASA), ABV(AICPA)등의 가치평가 자격과 차별성을 가질 수 있다고 한다.
CVA는 미국국세청(IRS)과 중소기업청(SBA)등 미국 연방정부 및 유관 기관에서 가치평가 결과를 인정하는 자격(ASA, CVA) 중 하나로 폭넓은 활용도를 자랑하고 있다. 특히 Tax(조세)와 Litigation(소송) 목적의 평가에서 널리 쓰이고 있는 것으로 알려져있다. 그외에 정책기획 및 정책수립(타당성 분석), 투자(Investment), 인수합병(M&A), 주식평가 등 다양한 목적으로 사용되고 있다. 
CVA®자격의 한국인 취득자는 2021년 현재 10명이내로, 국내에서 활동(ACTIVE) 중인 CVA자격보유자는 3명으로 공지되어 있다. 이는 NACVA의 Directory검색에 따른것이다.

NACVA는 1990년 설립 이후 ASA와 함께 미국 내 가치평가 시장을 선도하고 있으며 2009년 미국 4대 가치평가 기구 중 하나인 IBA를 인수하여 조직의 규모를 확대하는 등 가치평가 관련 기구 중 가장 큰 조직 및 회원 규모(기업가치평가 분야 한정, 약 7,000여명)를 가지고 있다. 
NACVA는 자체 교육기관으로 CTI등을 가지고 있으며 이를 통해 CPE등 다양한 주제의 온/오프라인 교육 프로그램을 제공하고 있으며, 매해 500~700명 규모의 Annual Consultants' Conference를 개최하고 있다. 
NACVA는 한때 IACVS의 설립주체 및 자매기관이었으나, 탈퇴 후 단독으로 글로벌 가치평가 네트워크 조직인 GACVA를 창립하여 CVA®의 글로벌화를 위해 노력하고 있다. 그에 따라 IACVS에서 발급하는 ICVS자격증과는 완전히 별개의 자격증이 되었다. 
GACVA는 미국 NACVA를 비롯해 유럽 EACVA,인도 ACVA, 아프리카 AACVA, 대만 TACVA, 싱가포르 SAACVA, 중동, 캐나다 CACVA 등 10개의 대륙 및 국가 Charter를 보유하고 있으며, 지속적으로 영역을 확대하고 있다. 
이중 유럽 Charter인 EACVA는 독일에 본부(HQ)를 두고 있으며 단독으로 국제가치평가기준위원회(IVSC)에 가입하여 활동할 정도의 높은 영향력을 가지고 있다. EACVA는 매년 대규모 Conference를 개최하고 독일뿐 아니라 스위스,오스트리아,폴란드 등 유럽 전역으로 영향력을 넓혀가고 있다.

## 자격검정 및 수여조건(Qualification)
CVA®자격취득은 미국공인회계사(CPA)라이센스 또는(OR) 최소 2년이상의 가치평가 관련 경력과 비즈니스 관련 학위(MBA등)가 요구되며, 5시간의 1차 시험과 CASE STUDY의 2단계 시험을 통과해야 CVA® 라이센스를 받을 수 있다.
1차 시험은 400문제의 객관식(Multiple)문제로 이루어져 있으며, 330개만 점수와 연관이 있고, 70개는 점수와 연관이 없는 더미문제이다. 시험은 9개의 영역(Domains)으로 이루어져 있으며 BOK(Body of Knowledge)를 기반으로 출제되고 있는 것으로 공지되고 있다. 
시험의 합격여부는 VCB(Valuation Credential Board)에서 결정한다.
CVA 자격을 유지하기 위해서는 NACVA의 멤버쉽을 유지하거나 CVA Designee fee를 지불하고, 3년간 60시간의 보수교육(CPE)을 이수하여 자격을 갱신하여야 한다. 갱신이 어려울 경우, INACTIVE RETIREMENT를 신청할 수 있으나 신청 기간에 따라 추가 시험 혹은 재시험을 치러야 하는 경우가 있다.
최근 NACVA는 CVA 자격자 중 Practice를 제한한 CVA-NP제도를 도입하여 자격유지를 위한 비용부담을 위한 줄여주고 있다.  

## 같이 보기
- 전문 인증
- 국제재무분석사(CFA)
- 미국기업가치평가사(ABV)
- 미국기업감정사(ASA)
- 국제재무설계사(CFP)
- 국제공인투자분석사(CIIA)
- 국제공인경영컨설턴트(CMC)
- 국제재무위험관리사(FRM)
- 미국 세무사(EA)
- 프로젝트 관리 전문가(PMP)
- 최고재무책임자
- 경영학 석사
- 지식 재산권
- 특허
- 저작권
- 세계 지식 재산권 기구
- Business valuation standard